# EMOTIONAL ENGINE
『EMOTIONAL ENGINE』（エモーショナル・エンジン）は、1994年12月12日にCDとMDで発売されたPSY・S9枚目のアルバム。

## 内容
2月発売シングル「花のように」はシングルと別ヴァージョン、11月発売シングル「be with YOU」とカップリング曲「魔法のひとみ」はアルバム用ミックス。
「月夜のドルフィン」は松浦雅也が裕木奈江に提供した楽曲のセルフカバー。同曲作詞の松本隆が2曲を更に書き下ろした。小川美潮が1曲作詞。
参加ミュージシャンは堀越信泰がギターで2曲参加。ブックレットにレコーディングに使用したハードウェア型番やソフトウェア名称が羅列されている。
Neil Dorfsman(英語版)によりニューヨークでミックス、マスタリングはニューヨークの名門MasterdiskにてScott Hull(英語版)が担当。
純粋なInstrumental楽曲を収録したことも初の試みであった。
翌1995年1月下旬から2月初旬までのライヴ・ツアー「LIVE PSY・S EMOTIONAL ENGINE TOUR」終了後PSY・Sは活動を休止。1年半弱目立った動きもないまま1996年初夏に終焉を迎える。

## アートワーク
アート・ディレクションはミック・イタヤが担当したが、PSY・SのロゴはVOGUE UK版などを手掛けたイギリスのグラフィックデザイナーTerry Jonesに依頼。それまでのイメージを一新した。

## 収録曲
| 全作曲・編曲: 松浦雅也。 |                                                                 |                |            |      |
| #                        | タイトル                                                        | 作詞           | 作曲・編曲 | 時間 |
| 1.                       | 「Power Stone」                                                 | 松本隆         | 松浦雅也   | 4:24 |
| 2.                       | 「Believe in Music」                                            | 森雪之丞       | 松浦雅也   | 4:24 |
| 3.                       | 「be with YOU (ALBUM MIX)」                                     | 松本隆         | 松浦雅也   | 4:22 |
| 4.                       | 「sign Instrumental」                                           | 松浦雅也       | 松浦雅也   | 1:34 |
| 5.                       | 「魔法のひとみ (ALBUM MIX)」(「be with YOU」のカップリング曲。) | サエキけんぞう | 松浦雅也   | 3:54 |
| 6.                       | 「花のように (EDIT VERSION)」                                   | 松尾由紀夫     | 松浦雅也   | 3:56 |
| 7.                       | 「もうちょっとだね」                                            | 小川美潮       | 松浦雅也   | 3:46 |
| 8.                       | 「月夜のドルフィン」                                            | 松本隆         | 松浦雅也   | 3:57 |
| 9.                       | 「雨のように透明に」                                            | サエキけんぞう | 松浦雅也   | 3:57 |
| 10.                      | 「Seeds」                                                       | CHAKA          | 松浦雅也   | 4:59 |
| 11.                      | 「Lotus (Instrumental)」                                        | -              | 松浦雅也   | 2:57 |
| 合計時間:                | 合計時間:                                                       | 合計時間:      | 42:10      |      |